# Municipio Pantelhó
Koordinaten: 17° 0′ N, 92° 28′ W
Pantelhó ist ein Municipio im mexikanischen Bundesstaat Chiapas. Das Municipio hat etwa 20.000 Einwohner und eine Fläche von 193,2 km². Verwaltungssitz und größter Ort des Municipios ist das gleichnamige Pantelhó.

## Geographie
Das Municipio Pantelhó liegt im mittleren Norden des mexikanischen Bundesstaats Chiapas auf Höhen zwischen 300 m und 2200 m. Es zählt zur Gänze zur physiographischen Provinz der Sierra Madre de Chiapas und liegt vollständig in der hydrologischen Region Grijalva-Usumacinta. Die Geologie des Municipios wird zu 47 % von Sandstein-Lutit bestimmt bei 34 % Sandstein und 19 % Kalkstein; vorherrschende Bodentypen sind Luvisol (77 %), Planosol (19 %) und Leptosol (4 %). Etwa 45 % der Gemeindefläche sind bewaldet, 32 % dienen dem Ackerbau, 23 % werden von Weideland eingenommen.
Das Municipio Pantelhó grenzt an die Municipios Simojovel, Yajalón, Chilón, Sitalá, San Juan Cancuc, Chenalhó und Chalchihuitán.

## Bevölkerung
Beim Zensus 2010 wurden im Municipio 20.589 Menschen in 3.692 Wohneinheiten gezählt. Davon wurden 16.716 Personen als Sprecher einer indigenen Sprache registriert, darunter 8.536 Sprecher des Tzeltal und 6.860 Sprecher des Tzotzil. Über 43 Prozent der Bevölkerung waren Analphabeten. 5.161 Einwohner wurden als Erwerbspersonen registriert, wovon über 91 % Männer bzw. 2 % arbeitslos waren. Gut 70 % der Bevölkerung lebten in extremer Armut.

## Orte
Das Municipio Pantelhó umfasst 118 bewohnte localidades, von denen nur der Hauptort vom INEGI als urban klassifiziert ist. Vier Orte hatten zumindest 500 Einwohner, 79 Orte weniger als 100 Einwohner. Die größten Orte sind:
| Ort                          | Einwohner |
| Pantelhó                     | 6888      |
| Aurora Esquipulas            | 2046      |
| Aquiles Serdán (Santa Lucía) | 0825      |
| El Roblar Chishtontic        | 0528      |